# Đường cao tốc Nha Trang – Liên Khương
Đường cao tốc Nha Trang – Liên Khương (ký hiệu toàn tuyến là CT.25, hay còn gọi là đường cao tốc Nha Trang – Đà Lạt) là tuyến đường cao tốc đường bộ thuộc khu vực duyên hải Nam Trung Bộ với tổng chiều dài 103 km, đi qua địa bàn hai tỉnh Khánh Hoà và Lâm Đồng.

## Vị trí
Điểm đầu dự án nối với đường cao tốc Vân Phong – Nha Trang tại xã Diên Thọ, huyện Diên Khánh, tỉnh Khánh Hoà; điểm cuối nối đường cao tốc Dầu Giây – Liên Khương tại thành phố Đà Lạt, tỉnh Lâm Đồng. Sau khi hoàn thành, cao tốc sẽ rút ngắn thời gian di chuyển từ Khánh Hòa lên Đà Lạt, đồng thời giải quyết tình trạng quá tải và giảm nguy cơ tai nạn khi đi qua quốc lộ 27C hiện tại.
Do nhu cầu vận tải và tính khả thi cho dự án, đơn vị tư vấn đề xuất trước mắt chỉ đầu tư đoạn nối từ Nha Trang – Đà Lạt. Điểm đầu tại Km 0 + 00 giao với đường cao tốc Vân Phong – Nha Trang. Điểm cuối tại Km 81 + 500 tại ngã ba Đarahoa (phường 12, thành phố Đà Lạt, Lâm Đồng). Tổng chiều dài xây dựng khoảng 81,5 km, trong đó đoạn qua địa phận tỉnh Khánh Hòa khoảng 44 km, qua địa phận tỉnh Lâm Đồng khoảng 37,5 km.

## Hướng tuyến
Từ điểm cuối đường cao tốc Vân Phong – Nha Trang, tuyến đi theo hướng Tây Nam, song song với quốc lộ 27C vào thác Yang Bay, cắt qua sông Cầu ở khoảng Km 9 + 500. Từ sông Cầu, tuyến men theo sườn núi, đi song song về phía Nam quốc lộ 27C khoảng 7 km, nâng dần cao độ đến Km 44, ranh giới hai tỉnh Khánh Hòa và Lâm Đồng sẽ xây dựng hầm Khánh Lê với, chiều dài khoảng 7,1 km.

## Thiết kế
Theo đề xuất của Công ty TNHH Tập đoàn Sơn Hải với UBND tỉnh Khánh Hoà, cao tốc có 4 làn xe, rộng 22 đến 24,75m và có làn dừng khẩn cấp, tốc độ 80 – 100 km/h. Tổng diện tích đất chiếm dụng là hơn 1.000 ha; khoảng 116 hộ bị ảnh hưởng và 100 hộ cần tái định cư.

## Xây dựng
Dự án được đầu tư theo hình thức PPP – hợp đồng BOT, có sự hỗ trợ của nhà nước. Tổng mức đầu tư giai đoạn phân kỳ gần 27.500 tỷ đồng; giai đoạn hoàn thiện hơn 36.000 tỷ đồng; thời gian thực hiện từ 2025 – 2028 (Sớm hơn so với quy hoạch là thực hiện sau năm 2030). Do nhu cầu vận tải và tính khả thi cho dự án, đơn vị tư vấn đề xuất trước mắt chỉ đầu tư đoạn nối từ Nha Trang – Đà Lạt, tổng mức đầu tư là 19.743 tỉ đồng, dự kiến đầu tư 1 lần hoàn chỉnh.

## Lộ trình chi tiết
- IC - Nút giao, JCT - Điểm lên xuống, SA - Khu vực dịch vụ (Trạm dừng nghỉ), TN - Hầm đường bộ, TG - Trạm thu phí, BR - Cầu
- Đơn vị đo khoảng cách là km.

| Số                                                                         | Tên                   | Khoảng cách từ đầu tuyến | Kết nối                              | Ghi chú                               | Vị trí                         | Vị trí                         |
| -------------------------------------------------------------------------- | --------------------- | ------------------------ | ------------------------------------ | ------------------------------------- | ------------------------------ | ------------------------------ |
| 1                                                                          | IC Diên Khánh         | 0.0                      | Đường cao tốc Vân Phong – Nha Trang  | Đầu tuyến đường cao tốc Chưa thi công | Khánh Hòa                      | Diên Khánh                     |
| 2                                                                          | IC Yang Bay           | 8.25                     | Tuyến liên kết vùng Yang Bay – Ta Gu | Chưa thi công                         | Khánh Hòa                      | Khánh Vĩnh                     |
| BR                                                                         | Cầu Sông Cầu          | ↓                        | Vượt sông Cầu                        | Chưa thi công                         | Khánh Hòa                      | Khánh Vĩnh                     |
| TN                                                                         | Hầm đường bộ Khánh Lê | ↓                        |                                      | Chưa thi công                         | Ranh giới Khánh Hòa – Lâm Đồng | Ranh giới Khánh Hòa – Lâm Đồng |
| SA                                                                         | Trạm dừng nghỉ        | 56.0                     |                                      | Chưa thi công                         | Lâm Đồng                       | Lạc Dương                      |
| 3                                                                          | IC Đa Nhim            | 67.2                     | Đường vành đai Lạc Dương             | Chưa thi công                         | Lâm Đồng                       | Lạc Dương                      |
| 4                                                                          | IC Đarahoa            | 80.0                     | Quốc lộ 27C                          | Chưa thi công                         | Lâm Đồng                       | Lạc Dương                      |
| 5                                                                          | IC Quốc lộ 20         | 87.5                     | Quốc lộ 20                           | Chưa thi công                         | Lâm Đồng                       | Đà Lạt                         |
| 6                                                                          | IC Prenn              | 98.0                     | Quốc lộ 20                           | Cuối tuyến cao tốc Chưa thi công      | Lâm Đồng                       | Ranh giới Đà Lạt – Đức Trọng   |
| Kết nối trực tiếp với Đường cao tốc Dầu Giây – Liên Khương (Chưa thi công) |                       |                          |                                      |                                       |                                |                                |
| 1.000 mi = 1.609 km; 1.000 km = 0.621 mi                                   |                       |                          |                                      |                                       |                                |                                |